# Diario

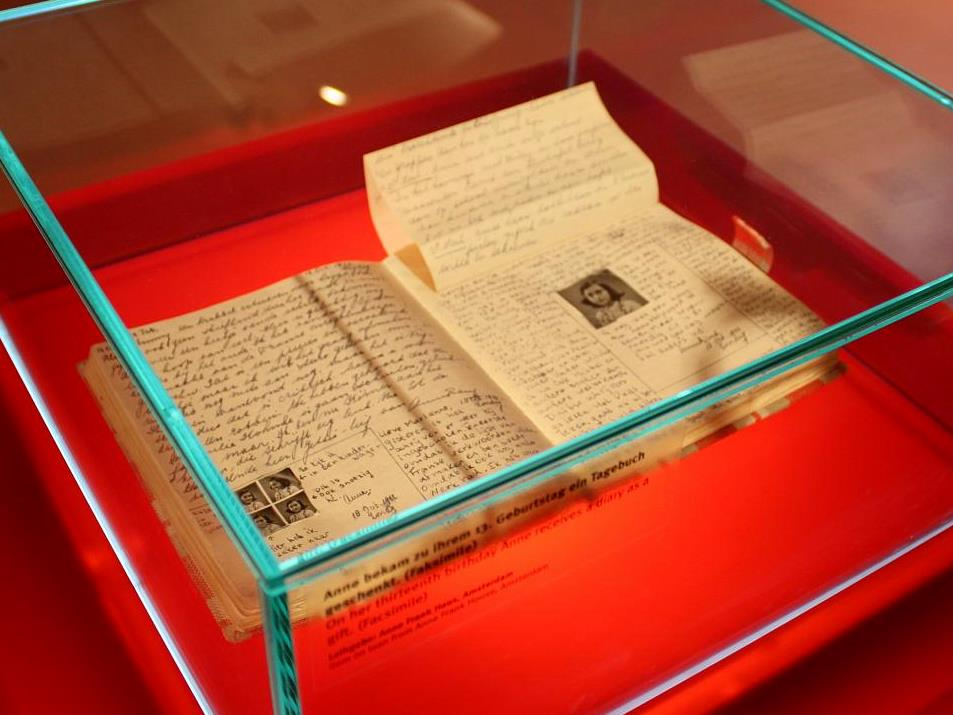
Foto di una pagina del diario di Anna Frank (uno dei più famosi) posto in una teca di Berlino.

Un diario è una forma narrativa in cui il racconto – reale o di fantasia – è sviluppato cronologicamente, spesso scandito ad intervalli di tempo regolari, solitamente a giorni. il diario è, in poche parole, un testo in cui vengono annotati avvenimenti personali e importanti per ciascuno di noi, come: avvenimenti politici, sociali, economici, osservazioni di carattere scientifico, eccetera.
Dal punto di vista della tipologia testuale è la forma che di solito rivela la parte più intima dell'autore. Chi scrive lo fa per puntualizzare a sé stesso ciò che gli sta accadendo in quel periodo, senza pensare troppo al passato ma ponendo l'attenzione sul presente. Solitamente all'inizio di una pagina viene scritta la data in cui si scrive; il destinatario può essere o il diario stesso o un amico immaginario. Il linguaggio è di solito semplice, esistono anche, oltre ai diari veri, quelli creati da un autore che si inventa un personaggio che parla di sé.
Con diario si indica anche il supporto materiale dove questo racconto viene realizzato; una moderna forma di diario, in questo senso, è quella affidata all'informatica attraverso la tenuta di blog personali.
Solamente nel Rinascimento il diario si distinse dall'autobiografia e dalla cronaca, assumendo la funzione di annotatore di appunti da ricordare e di eventi spirituali dello scrivente, utili per un miglioramento ed un perfezionamento.
In un secondo tempo questa tendenza passò anche nel mondo laico.

## Tipologie
Ci sono diversi tipi di diari in base al contesto in cui si scrive o alla ricorrenza che si vuole ricordare in quella pagina.

### Libri di ricordanze
Diffusi già nel Medioevo, i libri di ricordanze erano una serie di memorie ("ricordanze" appunto) registrate per sé o per i familiari o per i posteri immediati, scritti generalmente con brani che iniziano ciascuno con "Ricordo che...". Traggono la loro origine dai libri di conti o di bottega, utilizzati prevalentemente dai mercanti che nonostante non avessero conoscenza del latino, erano soliti tenere taccuini in lingua volgare per annotazioni. Successivamente iniziarono a scrivere anche per diletto personale, aggiungendo oltre alle informazioni di tipo economico, informazioni in merito alla propria persona, alla famiglia o ciò che succedeva all’interno della città, creando inconsapevolmente un nuovo genere letterario. In Toscana la forte alfabetizzazione, l’espansione economica e l’affermazione della lingua volgare furono le principali cause dello sviluppo di tale genere letterario. In questa regione, la diffusione dell’alfabetizzazione e della cultura, soprattutto nelle zone rurali, crearono le condizioni necessarie per far sì che la tradizione si allargasse anche ai ceti più bassi, persino tra gli analfabeti, che spinti dalla necessità di mettere per iscritto ricordi importanti o movimenti economici rilevanti si facevano scrivere da qualcun altro il proprio libro, che in alcuni casi poteva valere come prova incontestabile in merito a determinati fatti accaduti.
Tra questi il libro segretodi Gregorio Dati, il Libro di ricordanze di Giorgio Vasari o il Libro di ricordi di Bernardo Machiavelli, ma anche in qualche modo, sebbene in forma di dialogo, i Libri di famiglia di Leon Battista Alberti. Ne riprende la tradizione anche Pomo Pero di Luigi Meneghello.

### Diari di viaggi
Nell'Ottocento si trovano esempi frequenti di diari di viaggio, come quello di Alexis de Tocqueville, che nel suo Viaggio in America 1831-1832 coglie una serie di dati interessanti della realtà americana, mescolando vari punti di vista: quello storico, quello geografico, quello paesaggistico, quello politico.
Tra i diari di viaggio ci sono quelli di Smollett, Stendhal, Sterne, Émile Zola, Stevenson, il Viaggio in Italia di Goethe e, molto condito con l'immaginazione, il Voyage en Orient di Gérard de Nerval. Nel XX secolo anche i film hanno preso a volte forme di racconto in viaggio (come Appunti per un'Orestiade africana o L'India vista da Rossellini). Lo sviluppo del giornalismo d'inchiesta e del reportage hanno portato alla nascita di reportage di viaggio o narrativa di viaggio che però non sempre prendono la forma di diario.

### Diari di bordo
Alla stregua del diario di viaggio, il diario di bordo ha da sempre aiutato esploratori di ogni specie ad appuntare le varie fasi delle proprie imprese. Si riferisce nel particolare a viaggi effettuati su imbarcazioni e che riportano quanto accade a bordo della stessa.
Diversi diari di bordo e di navigazione sono stati raccolti da Giovan Battista Ramusio nel suo Navigazioni e viaggi (pubblicato intorno al 1550).
Tra i più famosi diari di bordo, quelli della prima navigazione verso l'America di Cristoforo Colombo (dal 3 agosto 1492 al 15 marzo 1493).
L'espressione è diventata parte del linguaggio comune, tanto da essere spesso ripresa anche da personaggi famosi per indicare annotazioni personali (John Steinbeck, William Least Heat-Moon, Robert M. Pirsig, Hugo Pratt).

### Diari di guerre
Essi sono stati tenuti sia da ufficiali nella propria funzione sia da soldati. Anche il diario di Resistenza e di prigionia dovuta alla guerra possono rientrare in questa categoria. Qualcuno considera diari anche il De bello Gallico e/o il De bello civili di Gaio Giulio Cesare.
Tra tutti i diari di prigionia, vi sono quelli di: Giovanni Ansaldo, Carlo Emilio Gadda o Un soldato racconta (1960) di Ruggero Y. Quintavalle; Se questo è un uomo di Primo Levi (benché non abbia forma di diario, con le date), il racconto dell'esilio di Teresina Bontempi e il romanzo Cristo si è fermato a Eboli di Carlo Levi.

### Diari personali e intimi
Il diario intimo è una sorta d'amico immaginario, molto personale e segreto, non è un taccuino. Al diario non si nasconde nulla e si possono avere più modi per scrivere questo diario. Si può raccontare della giornata, oppure dei sentimenti che si ha e che si ha paura di dire agli altri. Il diario è comunque un racconto personale, che, può essere scritto in modo fantasioso, oppure si scrive la realtà.
Dall'Ottocento in poi, il diario prende sempre di più la forma del cosiddetto journal intime che mostra spesso emozioni, sensazioni e sentimenti allo stato nascente o latente, non ancora ben compresi dalla persona, come nel caso del celebre Diario di Anna Frank, dove la narratrice, immaginando di scrivere lettere a un'amica inesistente, ovvero un alter ego, racconta gli avvenimenti del giorno per esteso, scegliendo la forma della lettera. Altrettanto celebre è il precedente Diario intimo di Henri-Frédéric Amiel.
Nel diario intimo, il diarista si misura con il suo mondo interiore in una forma di scrittura che assomiglia di più a una presa di coscienza.
Hanno scritto diari intimi anche Niccolò Tommaseo, Vittorio Imbriani, Sully Prudhomme, Miguel de Unamuno, John Henry Newman e Bruce Frederick Cummings.
Come romanzi si possono ricordare Le Journal d'une femme de chambre (1900) di Octave Mirbeau o il Diario intimo di un cattivo (1989) di Giorgio Saviane.
In questo ambito sono state anche raccolte memorie erotiche, più o meno storicamente interessanti (per esempio le Memorie di una maîtresse americana di Nell Kimball o i vari libretti anonimi che periodicamente affollano librerie ed edicole).

### Diari di appunti
Un esempio di diario per appunti può essere Il mestiere di vivere di Cesare Pavese. Si tratta di un diario che non racconta mai episodi interi, ma vi allude senza rendere espliciti i riferimenti a fatti e persone. Presenta un minimo di forma dialogica, ma il "tu" che a volte appare è in realtà un "io". Il diario di Pavese è fatto di sensazioni e di istanti che vengono espressi in forma sintetica e lapidaria, spesso senza verbo o costruite su un verbo all'infinito o al participio passato.

### Diari psicologici
Nella pratica psicoanalitica alcune scuole mediche stabiliscono che il paziente debba tenere un diario di sogni, scritto ogni mattino al risveglio. Anche per i disordini del sonno, come le parasonnie e le dissonnie possono richiedere la tenuta di un diario del sonno. Anche le diete e in generale qualsiasi terapia possono prendere la forma dell'appunto di diario.

## Diari pubblicati
Alcuni diari sono stati pubblicati e sono divenuti opere letterarie vere e proprie in quanto legati a esperienze emblematiche, a viaggi o intrecciati ad eventi storici o a trasformazioni sociali. Gli esempi sono diversi:
- Il libro mio di Pontormo (1554-1556)
- Il diario di Anna Frank (1947) (e quelli di Dawid Rubinowicz e Dawid Sierakowiak)
- Il diario di Etty Hillesum (pubblicato solo nel 1981)
- La tregua di Primo Levi (1963)
- Latinoamericana di Ernesto Che Guevara (uscito nel 1993, ma anche altri suoi diari come L'anno in cui non siamo stati da nessuna parte o il Diario della rivoluzione cubana o il Diario del Che in Bolivia)
- Alice: I giorni della droga, di autore anonimo (1971)
- Pensieri dal carcere di Pierre Clémenti (1973)
- Noi, i ragazzi dello zoo di Berlino, dal quale è stato tratto l'omonimo film (1981)
- Buonanotte, Signor Lenin di Tiziano Terzani (1992)
- Un litro di lacrime di Aya Kitō (2019)

Con un grado maggiore di letteratura:
- Il Diary of a Nobody (1888-89) dei fratelli George e Weedon Grossmith (satira della società vittoriana)
- Il diario fittizio di Eva, la prima donna, scritto da Mark Twain (Eve's Diary, 1905)
- Il giornalino di Gian Burrasca di Vamba (1911)
- La coscienza di Zeno (1923) di Italo Svevo
- Il diario del ladro di Jean Genet (1949)
- Il Diario intimo di Sally Mara (1950) di Raymond Queneau (del quale è stato anche pubblicato il vero diario personale, Journal 1914-1965)
- Porci con le ali (1976) di Marco Lombardo Radice e Lidia Ravera
- Diario: La misericordia divina nella mia anima (1980) di santa Faustina Kowalska
- Microservi di Douglas Coupland (considerato anche un romanzo epistolare, 1995)

Altri diari importanti sono quelli di:
- Samuel Pepys, funzionario inglese del XVII secolo
- Restif de la Bretonne
- Stendhal
- Diario di Søren Kierkegaard, primi appunti di quella che diviene la sua opera filosofica
- Edmond e Jules de Goncourt, che testimoniano la vita culturale e dei salotti di Parigi del secondo Ottocento.
- Lev Tolstoj, insieme a quelli della moglie Sof'ia
- Franz Kafka, tenuti dal 1910 al 1923, inframmezzati di racconti e apologhi (come quelli in ambito di letteratura italiana di Antonio Delfini, 1927-61)
- Thomas Mann
- Gerard Manley Hopkins
- André Gide
- Paul Valéry, al limite della riflessione critica e detti Cahiers
- il Giornale di guerra e di prigionia di Carlo Emilio Gadda
- Katherine Mansfield
- Jules Renard
- Paul Claudel
- Eugène Delacroix
- Robert Musil, dal 1899 al 1941
- Ernst Jünger, che coprono la guerra 1939-45
- Il Diario di Algeria, raccolta poetica di Vittorio Sereni (che racconta in versi la sua deportazione del 1943)
- Anaïs Nin, che esplora con sincerità e spregiudicatezza la propria femminilità
- Sibilla Aleramo, utilizzati anche per ricostruire la sua relazione con Dino Campana
- Simone Weil, antologizzati in L'ombra e la grazia e poi usciti sotto il titolo di Quaderni
- Joseph Goebbels, che testimonia da vicino il nazismo per oltre 20 anni
- Vaclav Nižinskij, per l'eccesso di visionarietà legata all'arte della danza
- Cesare Pavese, intitolati Il mestiere di vivere (1952)
- Virginia Woolf, che ricopre gli anni dal 1915 al 1941
- Witold Gombrowicz, dal 1953 al 1966
- Il Diario clandestino di Giovanni Guareschi (che copre gli anni 1943-45, ma è stato pubblicato nel 1949)
- Io di Cesare Zavattini (ricostruzione a cura di Paolo Nuzzi uscita nel 2002)
- Fernando Pessoa, con O Livro do desassossego por Bernardo Soares (1982), tradotto come Il libro dell'inquietudine
- Emil Cioran, con i Cahiers, (1957-72)
- Léon Bloy
- Rainer Maria Rilke
- Märta Helena Reenstierna, autrice del Diario di Årsta
- Max Frisch con i due Tagebuch 1946-1949 e Tagebuch 1966-1971
- Il mio diario di Anzio di Alberto Tarchiani
- Il diario di Annalisa

Altri esempi di scrittura a scansione temporale diaristica sono:
- Viaggio di un naturalista intorno al mondo di Charles Darwin
- Viaggio alle Isole Occidentali della Scozia di Samuel Johnson
- Un anno a Pietralata di Albino Bernardini
- Le Lettere a una professoressa di don Lorenzo Milani
- Il Diario di un curato di campagna di Georges Bernanos (decisamente un romanzo)
- Jakob von Gunten di Robert Walser (anch'esso un romanzo)
- Il diario di una cameriera di Octave Mirbeau
- Diario di uno scrittore di Fëdor Dostoevskij
- Diario di un vecchio pazzo di Jun'ichirō Tanizaki
- Diario di un pazzo di Lu Xun
- Diario di un anno difficile di J. M. Coetzee
- Il diario di Ellen Rimbauer - La mia vita a Rose Red

In qualche modo può essere considerato un diario anche lo Zibaldone di Giacomo Leopardi, sorta di brogliaccio di idee che sta dietro la sua opera.
Del diario portano solo il nome le raccolte di saggi di Umberto Eco, Diario minimo (1963 e 1975) e Il secondo diario minimo (1992).
Nel 1984 da un'idea di Saverio Tutino è nata a Pieve Santo Stefano la Fondazione Archivio Diaristico Nazionale di Pieve Santo Stefano che dall'inizio delle sue attività ha raccolto oltre seimila tra diari, epistolari e memorie di gente comune e famosa, con l'intenzione di conservarli e metterli a disposizione del pubblico e dei ricercatori. Ogni anno una commissione sceglie il migliore scritto pervenuto negli ultimi dodici mesi e lo fa pubblicare: tra le opere più emblematiche le memorie di Clelia Marchi, scritte su un lenzuolo durante la vedovanza, o il monumentale manoscritto di Vincenzo Rabito, che ripercorre quasi sessant'anni di storia nazionale.